# Lạy
Lạy (lễ lạy, nằm phủ phục) là một tư thế của cơ thể một cách tôn kính hay phục tùng. Thông thường lạy được phân biệt với các hành vi ít hơn cúi hoặc quỳ do liên quan đến một phần của cơ thể phía trên đầu gối chạm đất, đặc biệt là bàn tay. Tôn giáo sử dụng lễ lạy như một hành động phục tùng hoặc thờ phượng một đấng tối cao hay thực thể tôn thờ khác (tức là Đức Chúa Trời hay các vị thần), như trong sajdah của Hồi giáo cầu nguyện, salat, hay thể hiện sự tôn kính đối với người hoặc các yếu tố khác của tôn giáo. Trong nền văn hóa và truyền thống khác nhau, lễ lạy được tương tự được sử dụng để hiển thị đối với nhà cầm quyền, chính quyền dân sự và các trưởng lão xã hội hoặc cấp trên, như trong Trung Quốc khấu đầu hoặc cổ Ba Tư proskynesis. Các hành động thường truyền thống là một phần quan trọng của các nghi lễ và nghi lễ tôn giáo, dân sự và truyền thống, và vẫn được sử dụng trong nhiều nền văn hóa. Điển hình là người Thái có tục lệ vái khi chào, đọc là ไหว้.